# 유영미의 마음은 언제나 청춘
유영미의 마음은 언제나 청춘은 SBS 러브FM에서 유영미 아나운서팀 부장의 진행으로 방송했던 라디오 프로그램이다.
1991년 3월 20일 SBS AM 개국과 함께 첫방송을 시작해 역대로 방송 분량이 변경되어 방송됐으나 2021년 3월 7일 방송을 마지막으로 30년 만에 폐지되었다.

## 역대 방송시간
| 방송 채널  | 방송 기간                         | 방송 시간                                              |
| ---------- | --------------------------------- | ------------------------------------------------------ |
| SBS 러브FM | 1991년 3월 20일 ~ 2009년 3월 1일  | 매일 새벽 5:05 ~ 아침 6:00                             |
| SBS 러브FM | 2010년 11월 1일 ~ 2017년 3월 19일 | 매일 새벽 5:05 ~ 아침 6:00                             |
| SBS 러브FM | 2009년 3월 2일 ~ 2010년 10월 31일 | 매일 새벽 5:05 ~ 새벽 5:40                             |
| SBS 러브FM | 2017년 3월 20일 ~ 2018년 9월 9일  | 평일 새벽 5:05 ~ 아침 6:00, 주말 새벽 5:00 ~ 아침 6:00 |
| SBS 러브FM | 2018년 9월 10일 ~ 2021년 3월 7일  | 매일 새벽 5:00 ~ 아침 6:00                             |